# Mwaka Moon
Pour les articles homonymes, voir Mwaka.
Albums de Kalash
Kaos
(2016) Diamond Rock
(2019)
Singles
1. Mwaka Moon (feat. Damso)
Sortie : 2017
2. Koussi Koussa (feat. Niska)
Sortie : 2018

Mwaka Moon est le 4e album studio de Kalash sorti le 13 octobre 2017.

## Liste des pistes
| No  | Titre                                    | Compositeur(s)               | Durée |
| --- | ---------------------------------------- | ---------------------------- | ----- |
| 1.  | Mwaka Story                              | X-plosive                    | 4:27  |
| 2.  | God Knows (feat. Mavado)                 | Di Genius                    | 3:26  |
| 3.  | I Wanna Be Loved                         | Di Genius                    | 3:42  |
| 4.  | Mwaka Moon (feat. Damso)                 | Pyroman                      | 3:57  |
| 5.  | Mode avion                               | Di Genius                    | 3:56  |
| 6.  | Koussi Koussa (feat. Niska)              | Pyroman                      | 4:38  |
| 7.  | Sirène                                   | Joe Mike                     | 3:11  |
| 8.  | Je sais                                  | Di Genius                    | 3:23  |
| 9.  | Snitch (feat. Lacrim)                    | Double X                     | 4:38  |
| 10. | I Can See Why (feat. King Kosa)          | Rvssian                      | 3:17  |
| 11. | Pree Me                                  | X-plosive                    | 3:52  |
| 12. | Why (feat. Stephen "Di Genius" McGregor) | Supa Dups, Di Genius         | 2:59  |
| 13. | Moments gâchés (feat. Satori)            | Rvssian                      | 5:10  |
| 14. | System                                   | DJ Ken                       | 3:39  |
| 15. | Health and Time                          | Di Genius                    | 3:57  |
| 16. | Empire                                   | Hazou                        | 3:28  |
| 17. | No Rood (feat. Vybz Kartel)              | Rvssian                      | 4:00  |
| 18. | Laisse-moi te sauver                     | Supa Dups                    | 4:25  |
| 19. | Yen a vla                                | Le Motif, Soulayman Beats    | 3:41  |
| 20. | Ivory                                    | Freek van Workum, The Cratez | 2:51  |

## Clips vidéo
- Moments gâchés (feat. Satori) : 9 juin 2017
- Yen a vla : 28 juillet 2017
- Mwaka Moon (feat. Damso) : 5 octobre 2017
- God Knows (feat. Mavado) : 26 janvier 2018
- Koussi Koussa (feat. Niska) : 9 février 2018
- Mode avion : 4 mai 2018

## Titres certifiés en France
- Mwaka Moon (feat. Damso)  Diamant[1]
- Koussi Koussa (feat. Niska)  Platine[2]

## Certifications et classements

### Classements
| Classement (2017)            | Meilleure position |
| ---------------------------- | ------------------ |
| Belgique (Wallonie Ultratop) | 27                 |
| France (SNEP)                | 8                  |
| Suisse (Schweizer Hitparade) | 79                 |

### Certifications et ventes
| Région        | Certification | Ventes/Streams |
| ------------- | ------------- | -------------- |
| France (SNEP) | Platine       | 100 000        |